# Kurki (powiat mławski)
Kurki – wieś sołecka w Polsce położona w województwie mazowieckim, w powiecie mławskim, w gminie Dzierzgowo.
W latach 1975–1998 miejscowość należała administracyjnie do województwa ciechanowskiego.